# Juan Carlos Arce Justiniano
Juan Carlos Arce (ur. 10 kwietnia 1985 w Santa Cruz) – boliwijski piłkarz grający na pozycji napastnika lub skrzydłowego. Jego pseudonim to „Conejo” (Królik).

## Kariera klubowa
Arce jest wychowankiem słynnej boliwijskiej akademii piłkarskiej Tahuichi. Jego pierwszym seniorskim klubem był grający w pierwszej lidze Oriente Petrolero.
W 2006 roku został wypożyczony do brazylijskiej Portuguesy, jednak rozegrał tam tylko 3 mecze i nie zdobył ani jednej bramki, więc szybko wrócił do Petrolero.
W 2007 roku, również na zasadzie wypożyczenia, udał się do brazylijskiego SC Corinthians Paulista. Mimo że zdobył 2 bramki w Pucharze Brazylii, nie pomógł drużynie uchronić się przed degradacją do drugiej ligi. Wraz z nadejściem nowego menadżera został odsunięty od pierwszego składu.

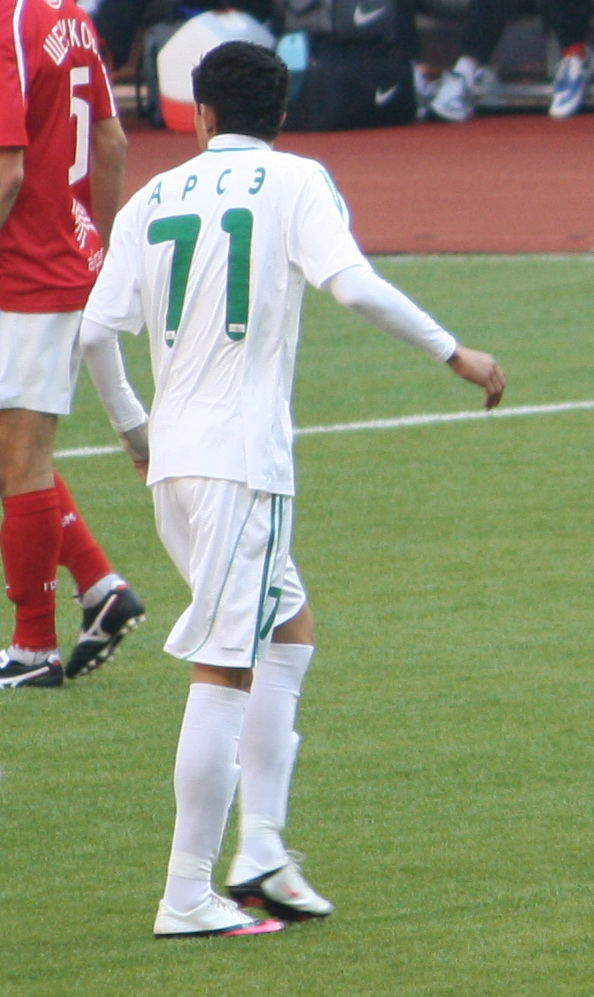
Arce w barwach Tereka

Jego kolejnym klubem na wypożyczeniu był katarski Al-Arabi SC, gdzie grał w latach 2007–2008, a w 2008 roku występował również w koreańskim Seongnam Ilhwa Chunma.
W lipcu 2009 na sześciomiesięczny okres został wypożyczony z opcją transferu definitywnego do Sport Recife. „Leão” nie zdecydowali się jednak na wykup zawodnika i Boliwijczyk powrócił do Oriente Petrolero.
W kolejnym okienku transferowym odszedł do Tereka Grozny, z którym podpisał trzyletnią umowę. W drużynie tej zadebiutował 14 marca 2010 w meczu z Sibirem Nowosybirsk (2:0). W spotkaniu tym przebywał na boisku do 65 minuty, kiedy to został zmieniony przez Adłana Kacajewa.
W 2011 roku Arce wrócił do Oriente Petrolero.

## Kariera reprezentacyjna
Juan Carlos Arce zadebiutował w reprezentacji Boliwii w 2004 roku. Brał udział w Copa América 2004 i Copa América 2007. W drugim z wymienionych turniejów zdobył bramkę w meczu z Wenezuelą (2:2).

### Gole w reprezentacji
| #  | Data              | Miejsce                  | Przeciwnik | Gol   | Wynik | Zawody                |
| -- | ----------------- | ------------------------ | ---------- | ----- | ----- | --------------------- |
| 1. | 15 listopada 2006 | La Paz, Boliwia          | Salwador   | ?     | 5–1   | Mecz towarzyski       |
| 2. | 26 czerwca 2007   | San Cristóbal, Wenezuela | Wenezuela  | 2 – 2 | 2–2   | Copa América 2007     |
| 3. | 21 listopada 2007 | San Cristóbal, Wenezuela | Wenezuela  | 2 – 1 | 3–5   | Eliminacje do MŚ 2010 |